# Passagens da Antiguidade ao Feudalismo
Passagens da Antiguidade ao Feudalismo (em língua inglesa Passages From Antiquity to Feudalism) é um livro em forma de ensaio do historiador marxista britânico Perry Anderson, lançado em 1974.
O livro trata das razões para a queda final do sistema imperial romano, que levou a Antiguidade ao seu fim, evidenciando as diferenças a Europa Ocidental e a Europa Oriental. As análises de Anderson abrangem desde a Antiguidade Clássica, onde o sistema escravista é abordado, até o sistema socioeconômico desenvolvido na Europa Oriental, geralmente deixado de lado pela historiografia europeia.
O autor considera o final do Império Romano uma  combinação de causas internas e externas.